# Aeroporto Internazionale di Boa Vista
L'Aeroporto Internazionale di Boa Vista-Atlas Brasil Cantanhede (in portoghese Aeroporto Internacional de Boa Vista - Atlas Brasil Cantanhede) è uno scalo aereo brasiliano che serve la città di Boa Vista, capitale dello stato di Roraima.
L'aeroporto è intitolato ad Atlas Brasil Cantanhede (1917-1973), pilota e politico che negli anni '50 fu il pioniere dell'aviazione nello Stato di Roraima.

## Storia
Fu inaugurato il 19 febbraio 1973 e fu ampliato nel 1998.
Gestito precedentemente da Infraero, il 7 aprile 2021 Vinci ha vinto una concessione trentennale per la gestione della struttura.